# Museo de Arte Kuindzhi
El Museo de Arte Kuindzhi (en ucraniano: Художній музей імені Куїнджі) fue un museo de arte ubicado en la ciudad de Mariúpol, Ucrania, parte del Museo Local de Mariúpol. Está dedicado a la exhibición de la vida y obra del artista Arjip Kuindzhi, nacido en la ciudad. El museo abrió sus puertas el 30 de octubre de 2010, pero su creación se propuso casi un siglo antes.
El edificio del museo resultó dañado por un ataque aéreo el 21 de marzo de 2022, durante el sitio de Mariúpol. Tres obras originales de Kuindzhi se encontraban en el sótano y resultaron ilesas.

## Historia
La creación de un museo en Mariúpol dedicado a Arjip Kuindzhi se sugirió por primera vez en 1914. Se propuso una posible donación de obras de la Sociedad de Artistas Kuindzhi, pero la Primera Guerra Mundial retrasó la decisión. En la década de 1960 se volvió a considerar seriamente la construcción de un museo, pero no se disponía de fondos para ello y, en su lugar, se inauguró el Centro de Exposiciones Kuindzhi. En 1997 se donaron las instalaciones y la renovación comenzó en 2008.
El museo abrió sus puertas el 30 de octubre de 2010 como una sucursal del Museo Local de Mariúpol. Está ubicado en un edificio construido en 1902 como regalo de bodas para la esposa del fundador de la Escuela Real, Valentina Gadzinova. En 2015, el museo celebró el 175.º aniversario del nacimiento de su homónima. En 2019, la embajadora de Francia en Ucrania, Isabelle Dumont, visitó el museo y elogió su labor.
Al comienzo de la invasión rusa de Ucrania, el museo sufrió daños durante un ataque aéreo ruso el 21 de marzo de 2022 durante el sitio de Mariúpol, aunque la exposición, que se encontraba previamente en el sótano, no sufrió daños. Tres obras originales de Kuindzhi, una pintura de Iván Aivazovski y otras pinturas e íconos fueron retirados del museo y terminaron saqueados por Rusia, pero gran parte de la colección del museo se quemó en el edificio cercano del Museo Local de Mariúpol.

## Colección e investigación
La colección de arte incluye 650 pinturas, 960 obras gráficas, 150 esculturas y más de 300 objetos de arte decorativo. Gran parte de esta colección fue creada por el Museo Local de Mariúpol durante el siglo XX.
El museo conservaba tres obras originales de Kuindzhi, así como copias de sus obras. Las obras originales son los bocetos Oeste Rojo, Otoño en Crimea y Elbrús, donados por el Museo Estatal Ruso al museo de historia local de Mariúpol (entonces conocido como Zhdanov, en honor a un funcionario soviético) en la década de 1960. Se desconoce su paradero actual. El museo también conserva documentos relacionados con la vida de Kuindzhi, así como una copia de su certificado de nacimiento ucraniano de 1841.
Incluye la obra de otros artistas, como Victoria Kovalchuk, quien expuso allí, así como Iván Aivazovski, Vasili Vereshchaguin e Iván Shishkin, entre otros.

## Galería

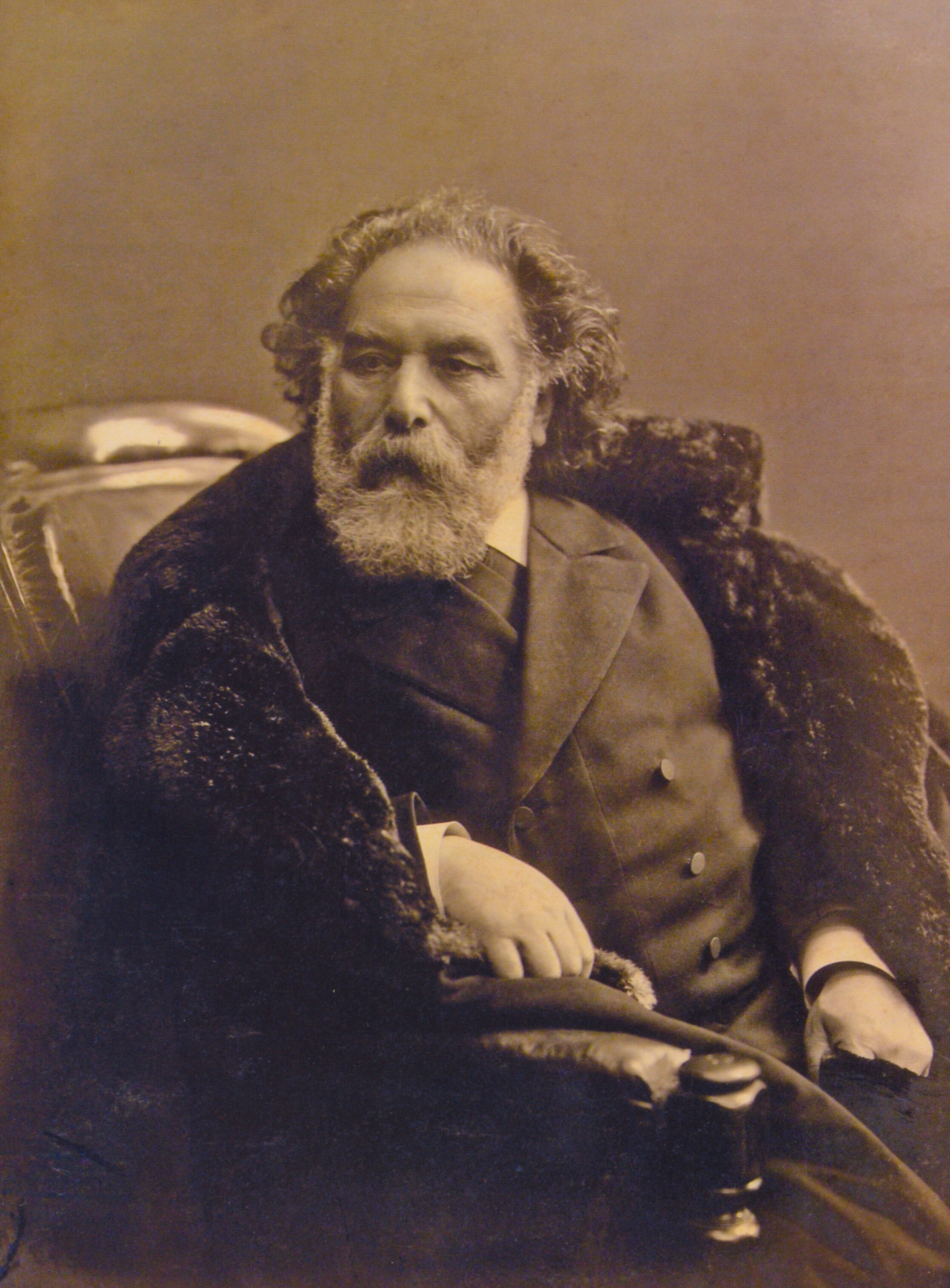
Arjip Kuindzhi, sobre 1900
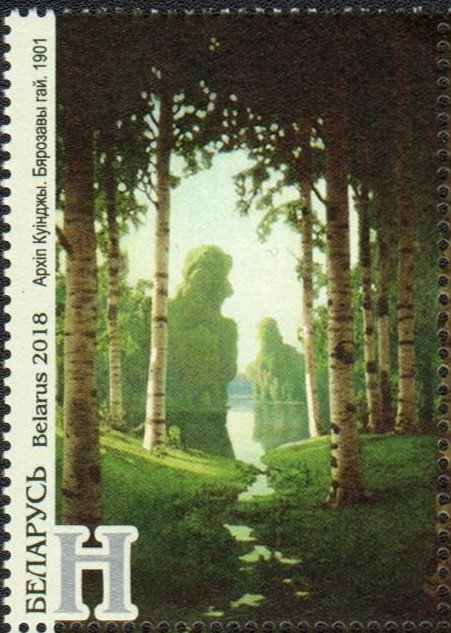
Bosque de abedules de Kuindzhi 1901 (sello de Bielorrusia, 2018)
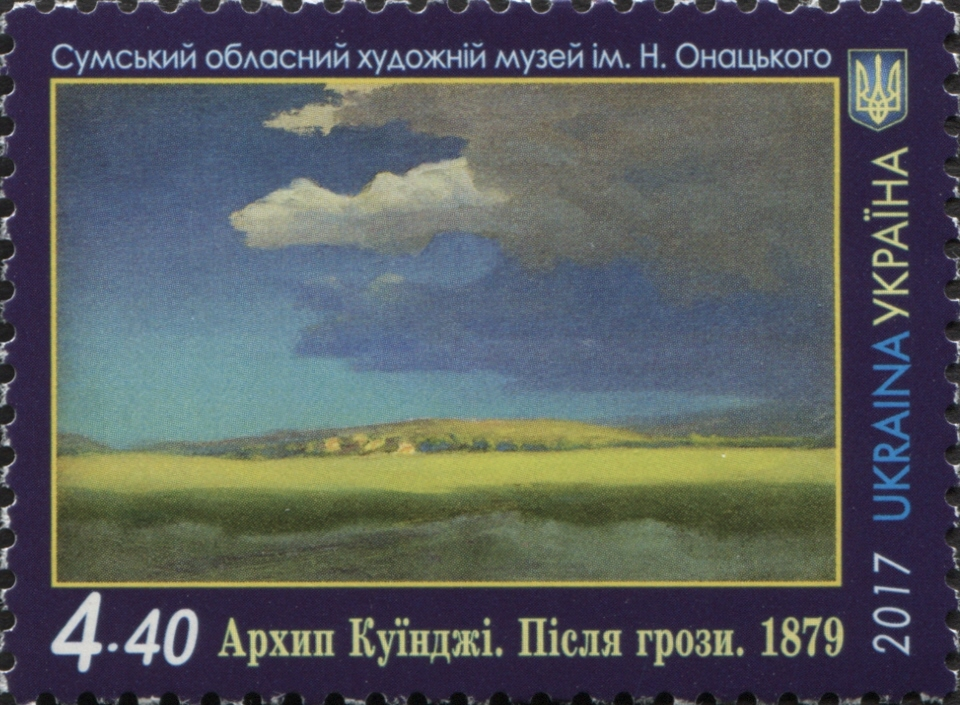
Después de la tormenta de Kuindzhi 1879 (sello de Ucrania)